# Viola najadum
Viola najadum är en violväxtart som beskrevs av Wein. Viola najadum ingår i släktet violer, och familjen violväxter. Inga underarter finns listade i Catalogue of Life.